# Siduli
Siduli é uma vila no distrito de Barddhaman, no estado indiano de Bengala Ocidental.

## Demografia
Segundo o censo de 2001, Siduli tinha uma população de 8341 habitantes. Os indivíduos do sexo masculino constituem 54% da população e os do sexo feminino 46%. Siduli tem uma taxa de literacia de 55%, inferior à média nacional de 59,5%: a literacia no sexo masculino é de 65% e no sexo feminino é de 43%. Em Siduli, 14% da população está abaixo dos 6 anos de idade.